# The Practice - Professione avvocati
The Practice - Professione avvocati (The Practice) è una serie televisiva statunitense prodotta dal 1997 al 2004.

## Produzione
Per la prima stagione vennero prodotti tredici episodi, ma ne andarono in onda solo sei. I restanti sette furono trasmessi, insieme con i nuovi, nella seconda stagione.
Molte sono state le guest star, tra cui: Linda Hunt, Michael Emerson, William Shatner, Chris O'Donnell, Rebecca De Mornay, Tony Danza, Sharon Stone, Patrick Dempsey, James Pickens Jr., Tracy Middendorf, Lisa Edelstein, Debi Mazar, Mark Pellegrino, Kim Raver e Henry Winkler.
La serie ha avuto un crossover con l'altra serie TV a sfondo forense Ally McBeal, e ha generato lo spin-off Boston Legal, con protagonisti James Spader e William Shatner.

## Distribuzione
La serie è stata trasmessa in prima visione negli Stati Uniti da ABC. In Italia le prime sette stagioni sono state trasmesse in prima visione assoluta da Rai 2; l'ottava e ultima invece non venne acquistata dalla Rai e rimase inedita fino al 2010, quando venne trasmessa su Lei (e in seguito in chiaro su Rete 4).

## Trama
La serie narra le vicende professionali e private di un gruppo di avvocati penalisti di Boston.

## Episodi
| Stagione         | Episodi | Prima TV originale | Prima TV Italia |
| ---------------- | ------- | ------------------ | --------------- |
| Prima stagione   | 6       | 1997               | 2001            |
| Seconda stagione | 28      | 1997-1998          | 2001            |
| Terza stagione   | 23      | 1998-1999          | 2001            |
| Quarta stagione  | 22      | 1999-2000          | 2003-2006       |
| Quinta stagione  | 22      | 2000-2001          | 2004-2006       |
| Sesta stagione   | 23      | 2001-2002          | 2007            |
| Settima stagione | 22      | 2002-2003          | 2007            |
| Ottava stagione  | 22      | 2003-2004          | 2010            |